# Citronmeliss
Citronmeliss (Melissa officinalis) L., är en mild krydda och medicinalväxt.

## Beskrivning
Citronmeliss är känd sedan minst 2 000 år, och kom till Sverige på 1300-talet.
Den är en flerårig ört, som kan bli omkring en halv meter hög. Blommar under sensommaren med små vita blommor som lockar bin.
Citronmeliss kan skapa vida bestånd med hjälp av utlöpare. Blomkronan är vit, klockformad och 12 mm lång. Blommorna sitter i bladvecken i fåblommiga kransar. Ståndarna är fyra. Bladen är håriga med naggtandade kanter och äggrund form.
Rik på C-vitamin (askorbinsyra). 100 g färska blad innehåller 253,0 mg därav.
Doft och smak beror på växtens innehåll av citronellal (C10H18O), citronellol (C10H20O), citral och geraniol.
Andra ämnen i citronmeliss är:
- Caryophyllenepoxid, C15H24O
- Citral, C10H16O (40 % … 70 %), som är ett samlingsnamn för en blandning av isomererna geranial (A-citral) och neral (B-citral)
- Geraniol, C10H18O
- Geranylacetat, C12H20O2
- Germacren D, C15H24
- Kaffesyra, C9H8O4
- Klorogensyra, C16H18O9
- Linalool, C10H18O
- Methylcitronellal, C11H20O
- Nero, C14H16N4
- Rosmarinsyra, C18H16O8
- Thymol, C10H14O
- α-Copaen, C15H24O
- β-Caryophyllen, C15H24O

Vidare finns:
- Eterisk olja, 0,05 % … 0,3 %. Sammansättningen beror på årstid för insamlingen av växten, växtplatsen och andra omständigheter.
- Bitterämnen, en odefinierad grupp av alla möjliga ämnen, men som alla har en bitter smak.
- Harts
- Slem
- Glykosider
- Saponiner
- Flavonoider

Kromosomtal 2n=32.

## Underarter
- Melissa officinalis ssp. inodora Bornm. (Synonym: Melissa inodora Bornm. non Hassk.)

Växer främst i östra Medelhavsområdet och österut till norra Irak.
- Melissa officinalis L. ssp. officinalis

Kommer ursprungligen från nordvästra Afrika, Sydeuropa och österut till Centralasien.

## Habitat
Citronmelissen kommer ursprungligen från Nordafrika, östra medelhavsområdet samt Central- och Västasien.
I Sverige förekommer citronmeliss i förvildad form och är köldhärdig.

## Biotop
Varma och torra platser med humusrik, sandblandad lera.

## Användning
I matlagning, både i varmrätter och efterrätter, används alltid färsk citronmeliss. Som dryck (extrakt) av blad, ger en lätt citronsmak, därav namnet.
Bladen kan användas för att smaksätta likör och till potpurri.
Citronmeliss anses vara lockande för bin, och därför har man brukat gnida in tomma bikupor med citronmelis för att locka svärmande bin. David John Mabberley. 1997.

### Medicinalväxt
Citronmeliss ansågs fungera som lugnande medel, mot smärta och vid diverse sjukdomar. Hildegard av Bingen menade att citronmeliss hjälpte mot melankoli.
Citronmeliss ansågs även vara stärkande för hjärtat, därav namnet "hjärtansfröjd". Detta namn har dock även använts för växten ädelmynta, (Mentha × gracilis), som tillhör släktet myntor.
Inom folkmedicinen används torkade blad av citronmeliss som "te" vid nervösa magbesvär och vid nervositet. Drogen verkar lugnande och kramplösande vid nervösa magbesvär. I stora doser är drogen allmänt lugnande (sedativ verkan), sänker ett lätt förhöjt blodtryck och sänker pulsen. Verksamma ämnen är eterisk olja med citral, citronellol, bärnstenssyra, kaffesyra och garvämnen.
Doften ansågs attrahera bin, och man brukade gnida in nya bikupor med bladen, därav namnet "bisuga".

## Etymologi
- Släktnamnet Melissa kan härledas från ett grekiskt ord, Melissophyllon, som betyder biblad; därav Apis mellifera, honungsbi.
- Artepitetet officinalis kommer av latin officina, som betyder apotek eller verkstad. Detta namn har växten fått på grund av den medicinska användningen.[1]
- Namnet hjärtansfröjd kan lätt förväxlas med hjartansfröjd (bara två prickar över a skiljer), som är ett dialektalt namn för liljekonvalj.
- Ordledet citron syftar på bladens citronliknande doft.

## Bygdemål
| Namn          | Trakt | Kommentar                          | Referens |
| ------------- | ----- | ---------------------------------- | -------- |
|               |       |                                    |          |
| Bisuga        |       | Blomman lockar bin att suga nektar |          |
| Hjärtansfröjd |       | Tacksam för att kurera hjärtbesvär |          |

## Bilder

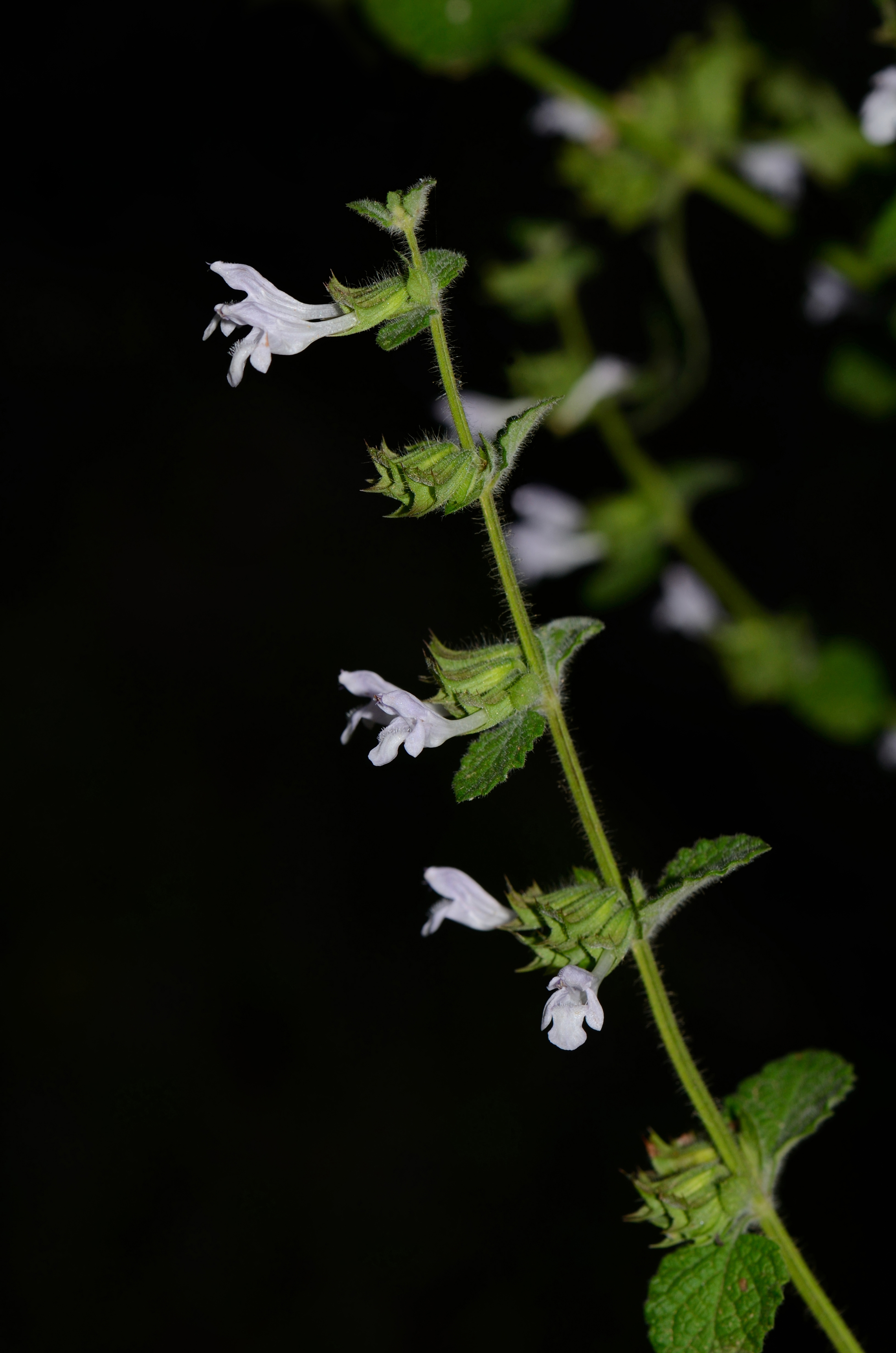
Blommorna sitter glest
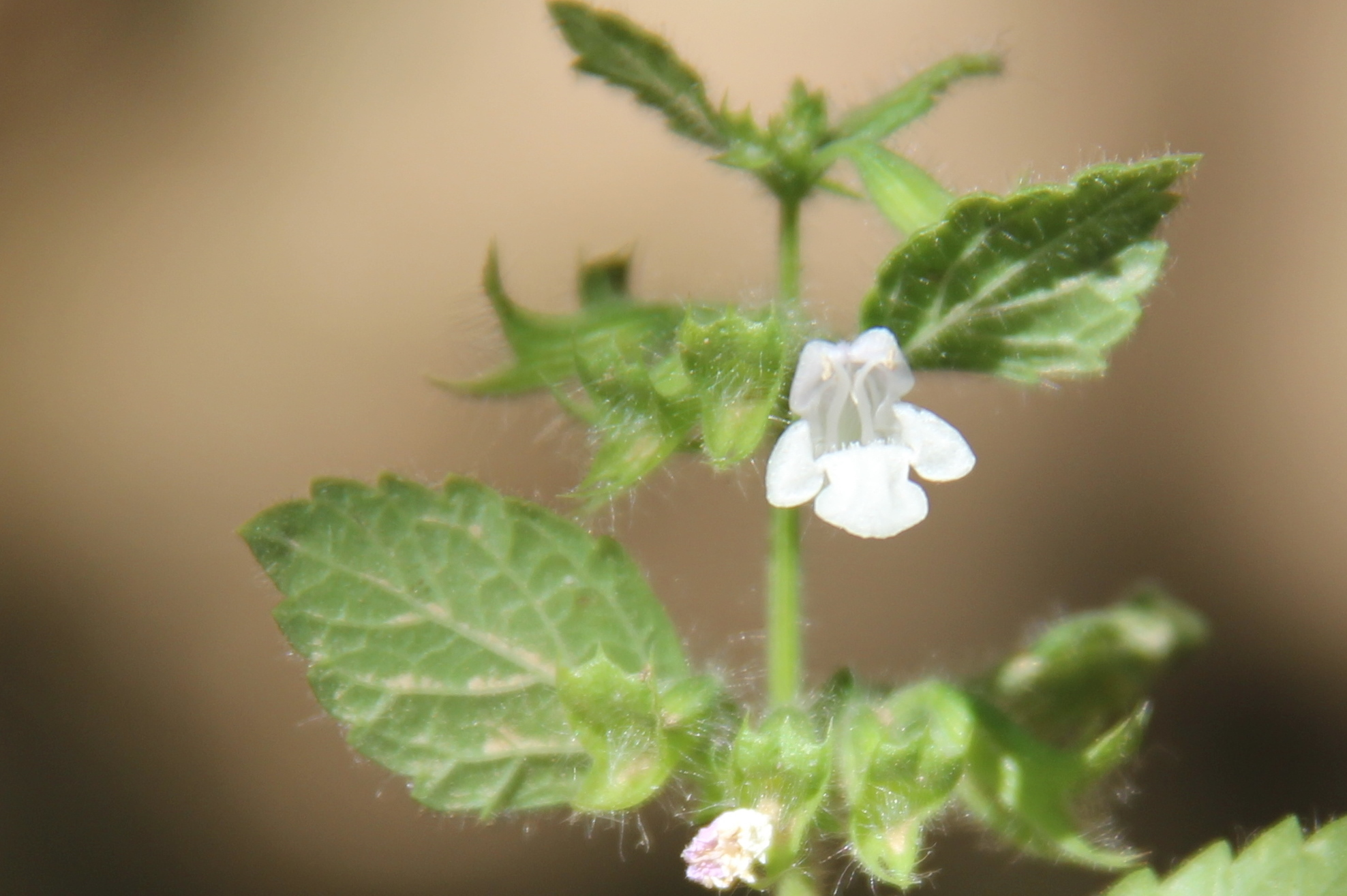
Blomman sitter i ett bladveck, och är ofta steril Exemplet visar Melissa officinalis ssp. inodora
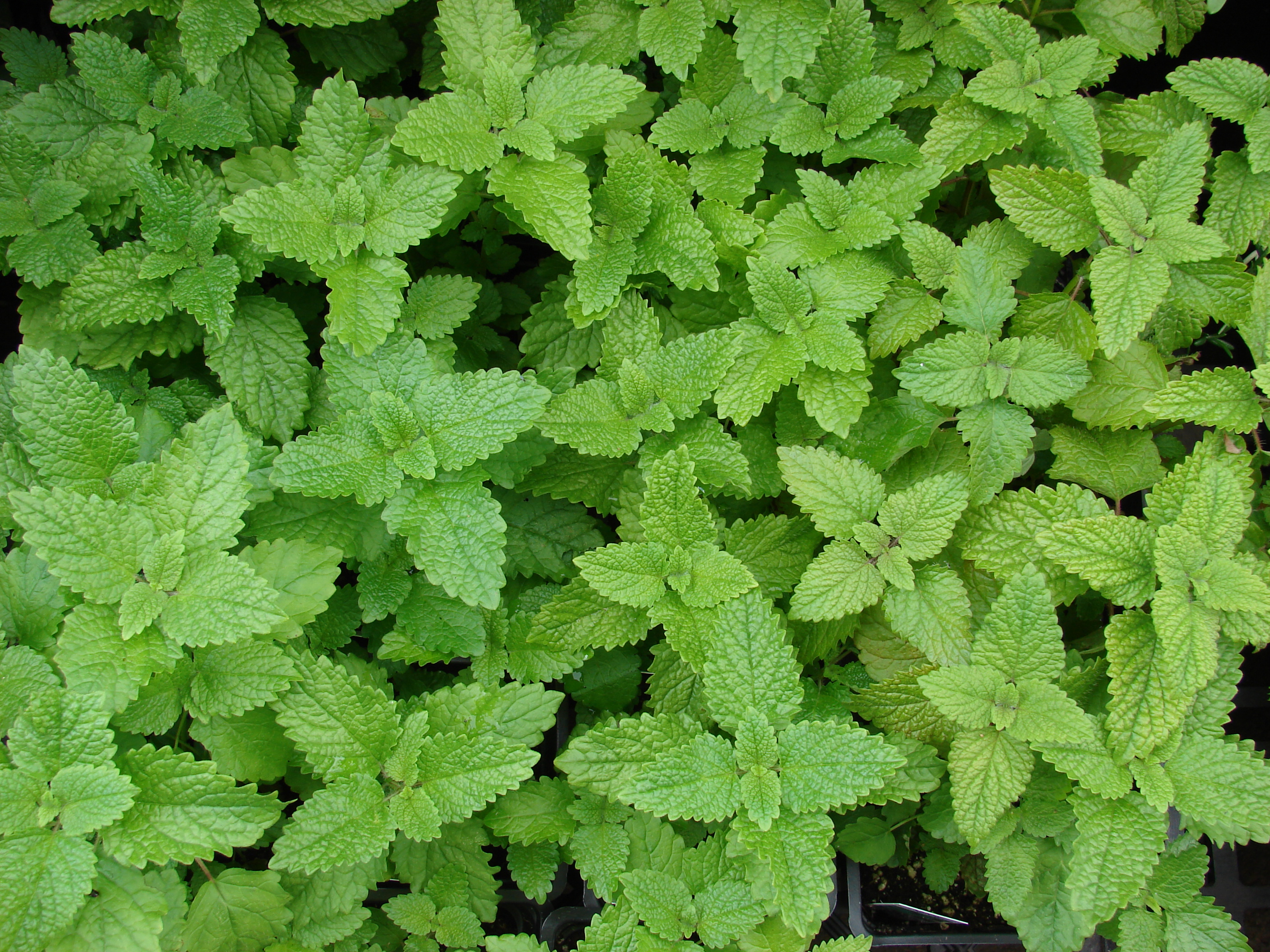
I brist på frön kan utlöpare fortplanta vegetativt, bildande täta bestånd
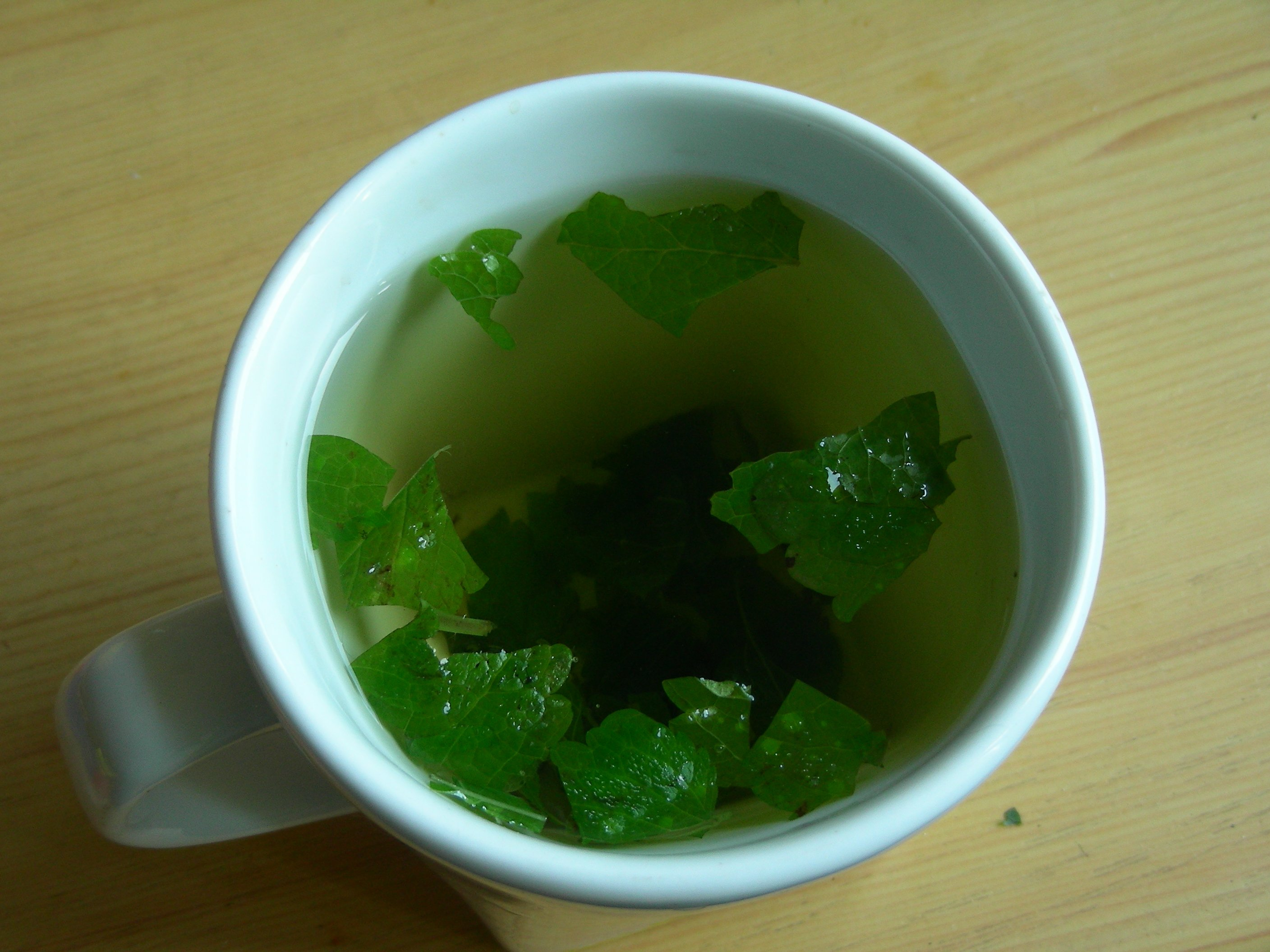
Dryck av citronmeliss
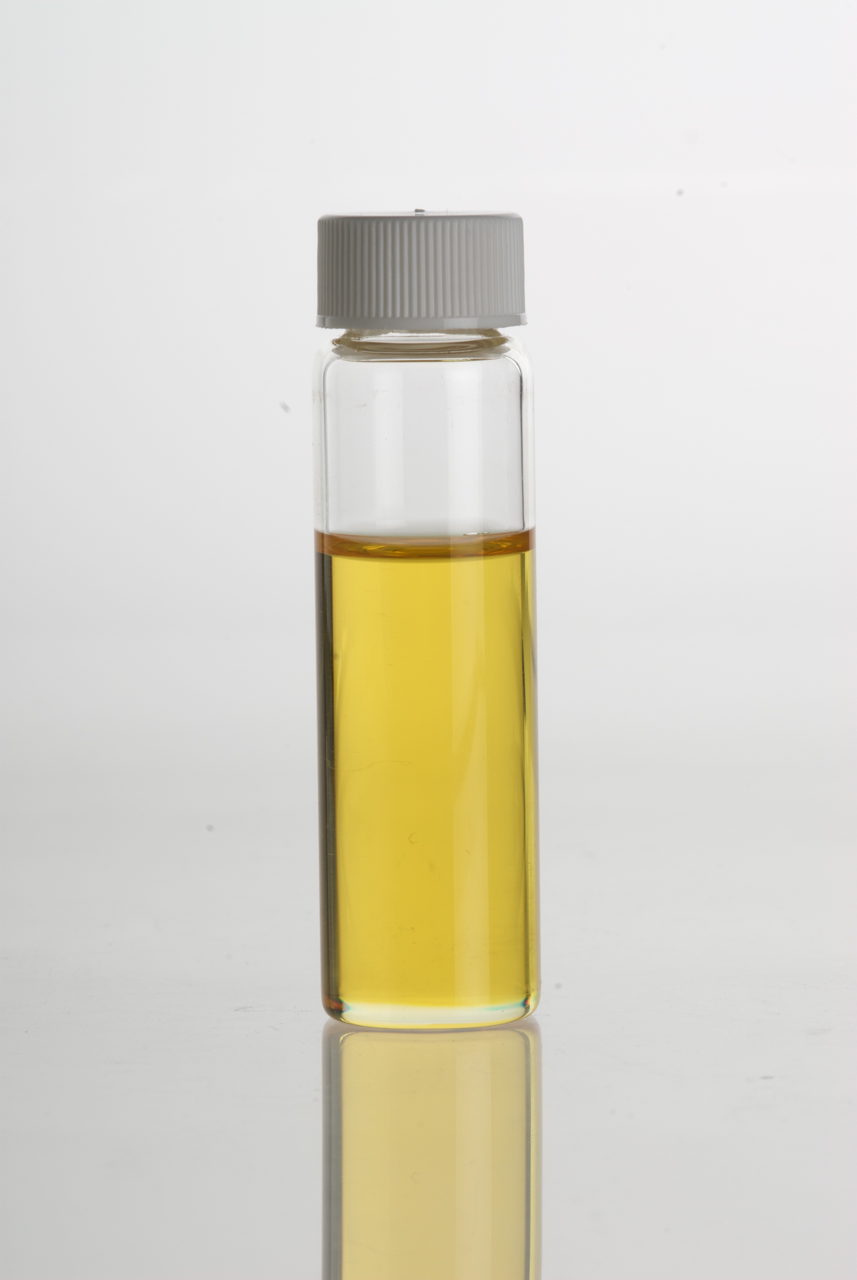
Eterisk olja av citronmeliss
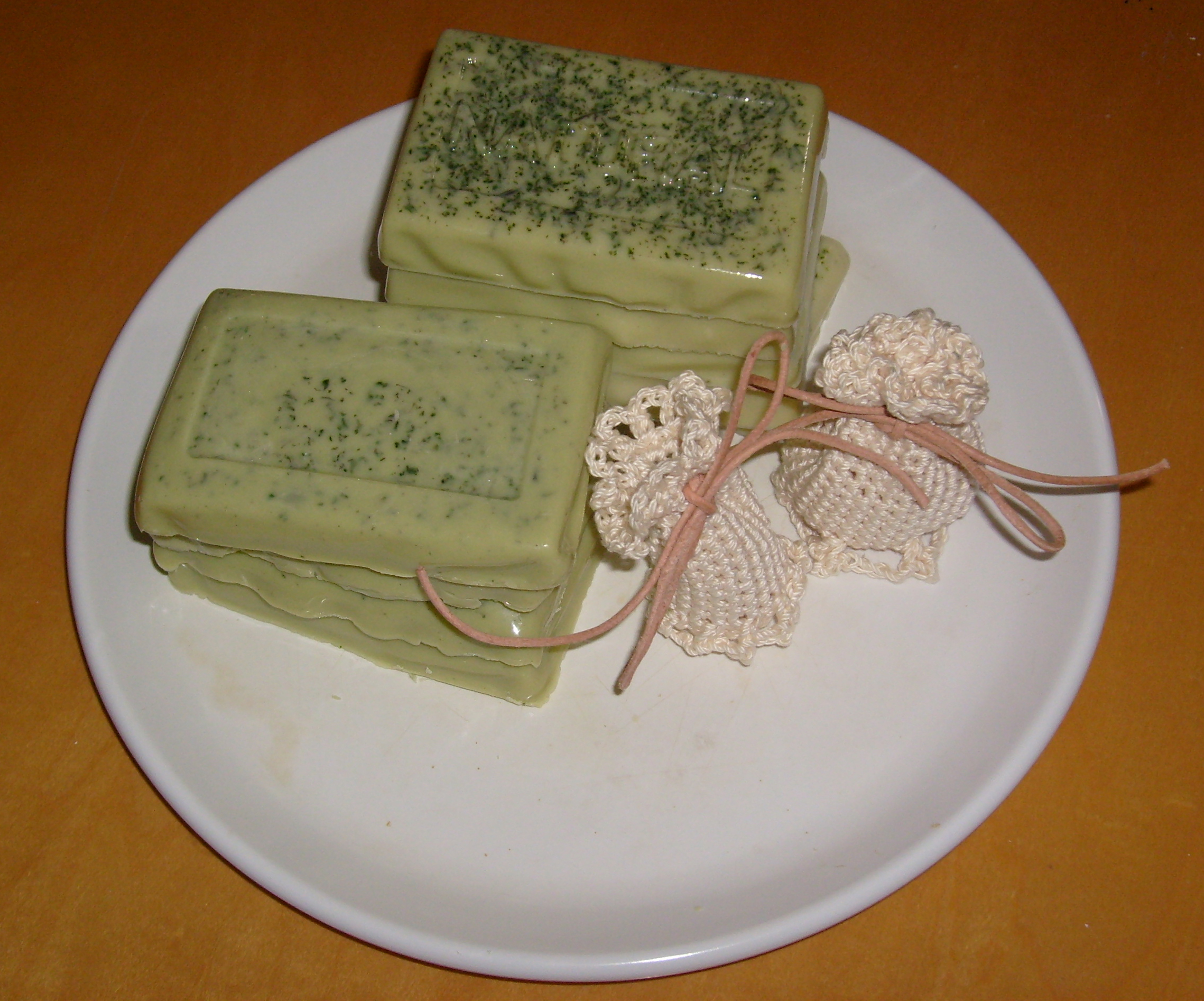
Tvålar parfymerade med bland annat citronmeliss och grönmynta